# Beckum (Alemanha)
Beckum é uma cidade da Alemanha, localizado no distrito de  Warendorf, Renânia do Norte-Vestfália.

Praça do mercado (Marktplatz) em Beckum